# România TV
România TV ist ein rumänischer Fernseh-Nachrichtensender.

## Geschichte
Der erste rumänische Nachrichtensender Realitatea TV hatte seinen Sitz im Haus der freien Presse in der Hauptstadt Bukarest. Direktor war seit 2010 Sebastian Ghiță. Als der Eigentümer von Realitatea TV sich 2011 entschied, in ein neues Studio in Bukarest zu ziehen, blieb Ghiță mit einem Teil der Belegschaft im Haus der freien Presse und gründete RTV unter Nutzung des alten Studios. Der neue Sender, der zunächst keine Lizenz hatte und illegal sendete, wurde kurz nach dem Start in România TV umbenannt.
Sebastian Ghiță wurde 2012 in die rumänische Abgeordnetenkammer gewählt, hielt aber weiter über Mittelsmänner die Mehrheit an dem Sender.
Wegen der Verbreitung von Falschnachrichten wurde România TV von der nationalen Aufsicht mehrfach zu Strafzahlungen verurteilt. Mitte 2017 geriet România TV in finanzielle Schwierigkeiten und kürzte die Gehälter, worauf zahlreiche Mitarbeiter kündigten.
2017 war România TV der meistgesehene Nachrichtensender und unter allen Sendern mit im Schnitt 116.000 Zuschauern täglich auf Platz 4 der Zuschauergunst in Rumänien.